# Pomnik Zwycięstwa (Nowogród Wielki)
Pomnik Zwycięstwa (ros. Монумент Победы) – pomnik upamiętniający zwycięstwo ZSRR nad nazizmem, znajdujący się w południowej części parku Kremla nowogrodzkiego, na wzgórzu św. Katarzny, położonym w Nowogrodzie Wielkim.
Pomnik został wzniesiony w latach 1973–1974 na podstawie decyzji Rady Ministrów ówczesnej Rosyjskiej Federacyjnej Socjalistycznej Republiki Radzieckiej z 5 stycznia 1968 roku. Został stworzony przez rzeźbiarzy Gieorgija Nierody i А. Filipowa oraz architektów Aleksieja Duszkina i A. Sajkowskiego. Otwarto go 20 stycznia 1974 roku, podczas 30-lecia obchodów wyzwolenia Nowogrodu Wielkiego spod okupacji niemieckiej.

## Opis
Na grupę pomników składa się centralna część w której znajduje się pomnik konny z rzeźbą odlaną w brązie przedstawiającą jeźdźca na koniu, który symbolizuje rosyjskiego żołnierza. W prawej wzniesionej ręce jeździec trzyma miecz, natomiast lewa ręka z wyciągniętą dłonią wskazuje w dół, gdzie pod brzuchem konia leży zniszczona i skręcona swastyka, całość osadzona jest na kamiennym cokole.
W tylnej części znajduje się blisko 24-metrowy kamienny obelisk w formie wieży na szczycie której znajduje się punkt widokowy, oraz atrybuty wojskowe (tarcze, włócznie, topory itp.). Na ścianach wieży znajdują się cztery płaskorzeźby, uwieczniające m.in.: etap wielkiej wojny ojczyźnianej, czy zwycięskiej bitwy Armii Czerwonej podczas wyzwalania Nowogrodu Wielkiego.
Pomnik przeszedł renowację 5 maja 2006 roku, odrestaurowano m.in.: reliefy znajdujące się na wieży.
Pomnik Zwycięstwa znajduje się wraz z Kremlem nowogrodzkim na rosyjskim banknocie o nominale 5 rubli, wyemitowanym przez Centralny Bank Rosji w 1997 roku.